# Austin A70
Austin A70 är en personbil som tillverkades i två generationer av den brittiska biltillverkaren Austin mellan 1948 och 1954.

## Austin A70 Hampshire (1948-50)
Hampshire-modellen följde upplägget för Austins första generation efterkrigsbilar. Bilen var byggd på en separat ram, med individuell framvagnsupphängning med skruvfjädrar och stel bakaxel med bladfjädrar. Motorn var modern för tiden med toppventiler, men till skillnad från de flesta konkurrenterna nöjde sig Austin med fyra cylindrar. Motorn var kopplad till en fyrväxlad växellåda med osynkroniserad förstaväxel.

## Austin A70 Hereford (1950-54)
Redan efter två år kom efterträdaren Hereford. Bilen hade ny, större kaross och chassit hade fått längre hjulbas och bredare spårvidd. Austin erbjöd både täckta och öppna karosser och sommaren 1951 tillkom en kombi-version.

## Motor
Motorn i A70-modellerna är i praktiken en fyrcylindrig version av sexan i de stora Princess-modellerna.
| Modell    | Motor              | Cylindervolym | Effekt | Bränslesystem   |
| --------- | ------------------ | ------------- | ------ | --------------- |
| Hampshire | 4-cyl radmotor ohv | 2199 cm³      | 64 hk  | Enkel förgasare |
| Hereford  | 4-cyl radmotor ohv | 2199 cm³      | 68 hk  | Enkel förgasare |